# 윤성택
윤성택은 대한민국의 시인이다.

## 생애
2001년 『문학사상』 신인상에 당선되어 작품 활동을 시작했다. 시집으로 『리트머스』, 『감(感)에 관한 사담들』, 산문집으로 『그 사람 건너기』, 운문집 『마음을 건네다』가 있다.
- 공식 사이트
- 네이버 인물검색/윤성택